# Gubbo
Gubbo är en tätort (före 1995 och 2018 småort) i Smedjebackens kommun. Länsväg W 636 passerar genom orten
Gubbo ligger strax öster om sjön Staren och var ursprungligen uppdelat i Norra och Södra Gubbo. I närheten låg flera gruvor, bland dem Kärrgruvan, Bråthagens gruva, Risbergs gruvfält och Nybergs gruvfält.

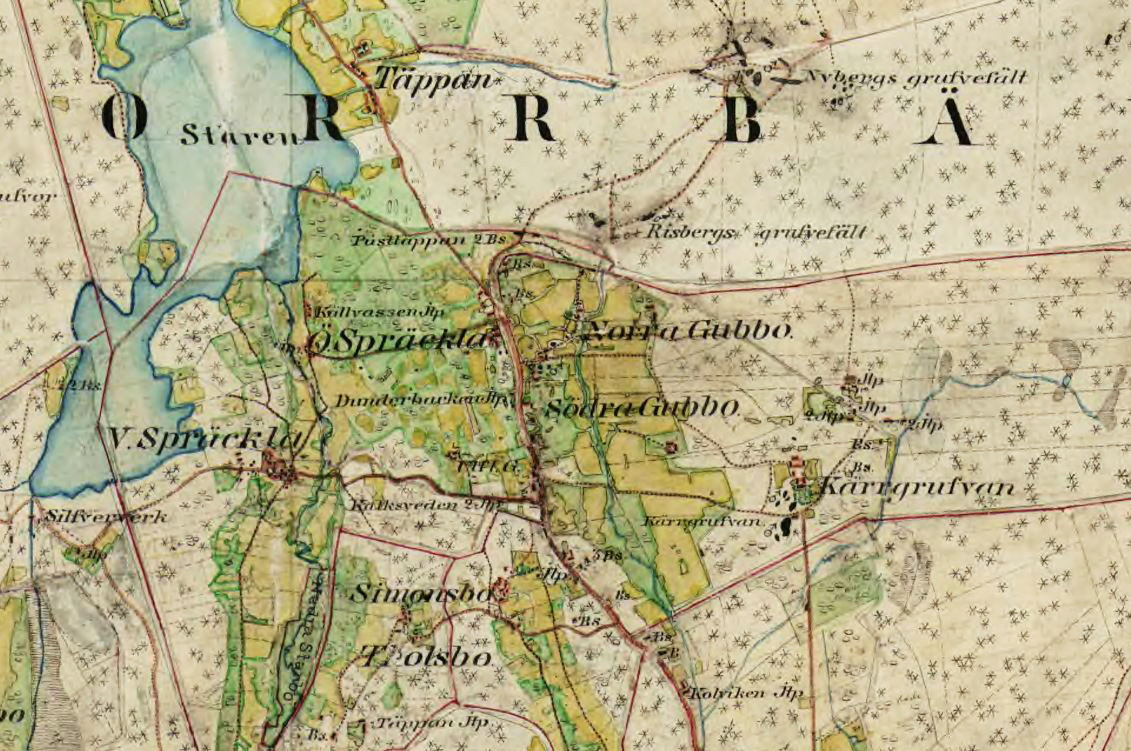
Gubbo med omgivning 1866.

## Befolkningsutveckling
År 1990 räknade SCB en stor del av det som sen blev tätorten Gubbo som småort med namnet Täppan + Gubbo + Simonsbo + Tholsbo
| Befolkningsutvecklingen i Gubbo 1990–2020                    | Befolkningsutvecklingen i Gubbo 1990–2020 | Befolkningsutvecklingen i Gubbo 1990–2020 | Befolkningsutvecklingen i Gubbo 1990–2020 | Befolkningsutvecklingen i Gubbo 1990–2020 |
| ------------------------------------------------------------ | ----------------------------------------- | ----------------------------------------- | ----------------------------------------- | ----------------------------------------- |
|                                                              |                                           |                                           |                                           |                                           |
| År                                                           |                                           |                                           | Folkmängd                                 | Areal (ha)                                |
| 1990                                                         | 1990                                      |                                           | 160                                       | 43#                                       |
| 1995                                                         | 1995                                      |                                           | 273                                       | 54                                        |
| 2000                                                         | 2000                                      |                                           | 240                                       | 54                                        |
| 2005                                                         | 2005                                      |                                           | 227                                       | 54                                        |
| 2010                                                         | 2010                                      |                                           | 215                                       | 54                                        |
| 2015                                                         | 2015                                      |                                           | 200                                       | 74                                        |
| 2020                                                         | 2020                                      |                                           | 204                                       | 72                                        |
| Anm.: Ny tätort 1995, upphörde som tätort 2018 # Som småort. |                                           |                                           |                                           |                                           |

## Samhället
Här finns Gubbo Folkets Hus och badplatsen Källvass vid Staren. Gubbo förskola öppnade hösten 2008. Affären stängdes 1987. Skolan stängdes och revs 2013. 

## Minnesstenen
Mitt i samhället, intill korsningen Gubbovägen/Spräklavägen, finns en minnessten över Kristina Andersdotter (kallad Smulter-Stina). Stenen restes 1893(22 år efter mammans död) av hennes son, Peter Jansson (kallad Smulter-Stinas Jan-Petter) som föddes 14 maj 1826. Han gick, som 14-åring, till Gävle för att få arbete och emigrerade till Amerika 1841. Han blev en rik man, som skeppsredare, bytte namn till Peter Charles och besökte platsen under ett Sverigebesök 1893. Peter Charles dog 14 maj 1905 i sitt hem, han drabbades av cancer i ansiktet. Hans grav finns på Greenwood kyrkogård, Manhattan, New York, sektion 146 gravnummer 25633.
Monumentet gjordes om några gånger och det som står där i dag är det tredje i ordningen. Peter Charles instiftade även en fond till skötseln av monumentet och en beklädnadsfond för fattiga skolbarn. I monumentsfonden fanns år 2010 ett belopp på 35 501 kronor.
Stenen är 2,64 meter hög och huggen i granit. Den kröns av en liten stuga, även den i granit. Runt monumentet finns ett stängsel av smidesjärn. På två sidor står en inskription på svenska respektive engelska:
| ” | In memory of Kristina Andersdotter born in Starbo 1798 died 1872 on this place was built in 1836 her little cottage in which she lives until some years before her death In loving remembrance Her son Peter Charles Who went to America 1841 had this monument erected when visiting Sweden 1893. | „ |

## Bilder

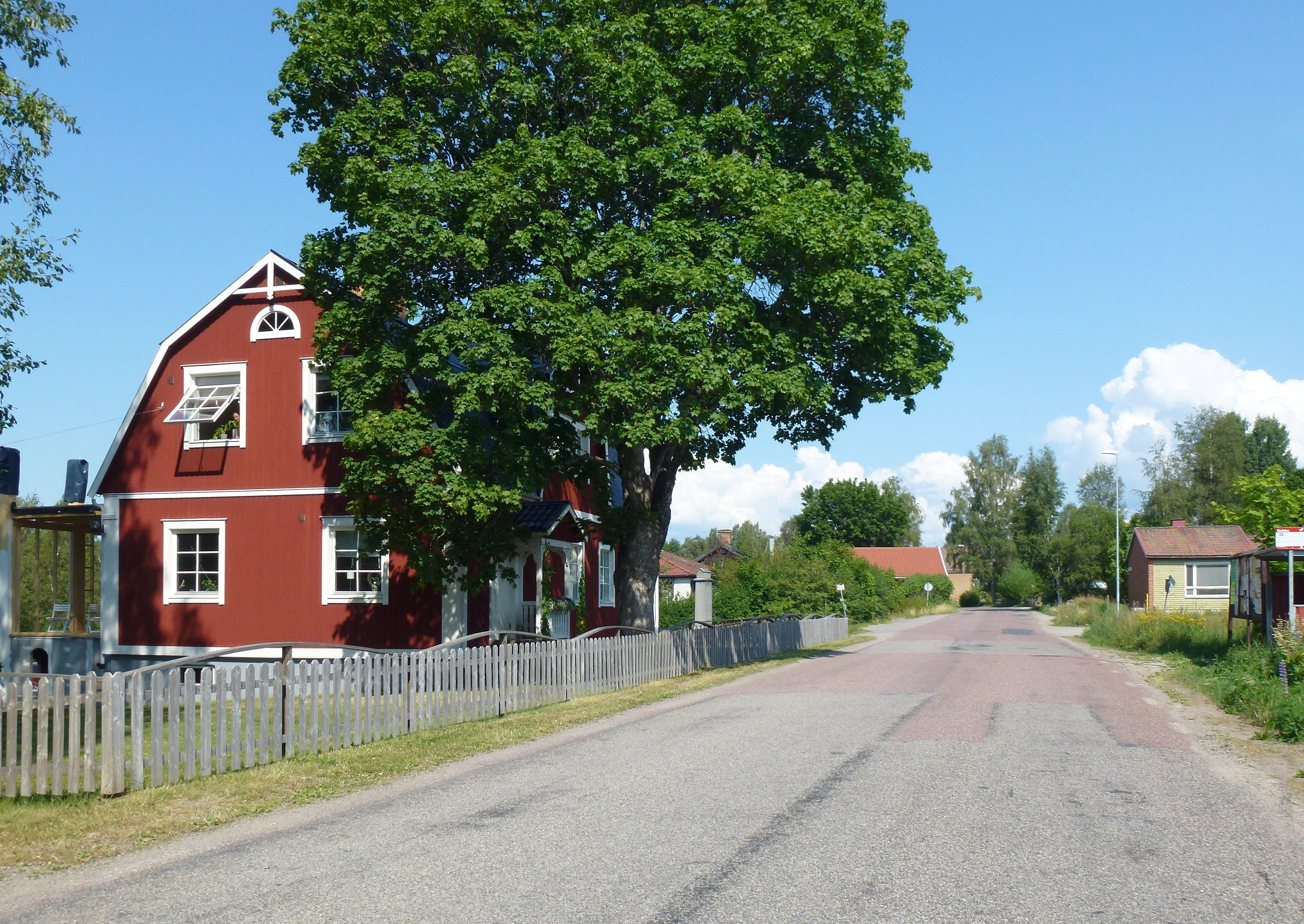
Gubbovägen mot norr
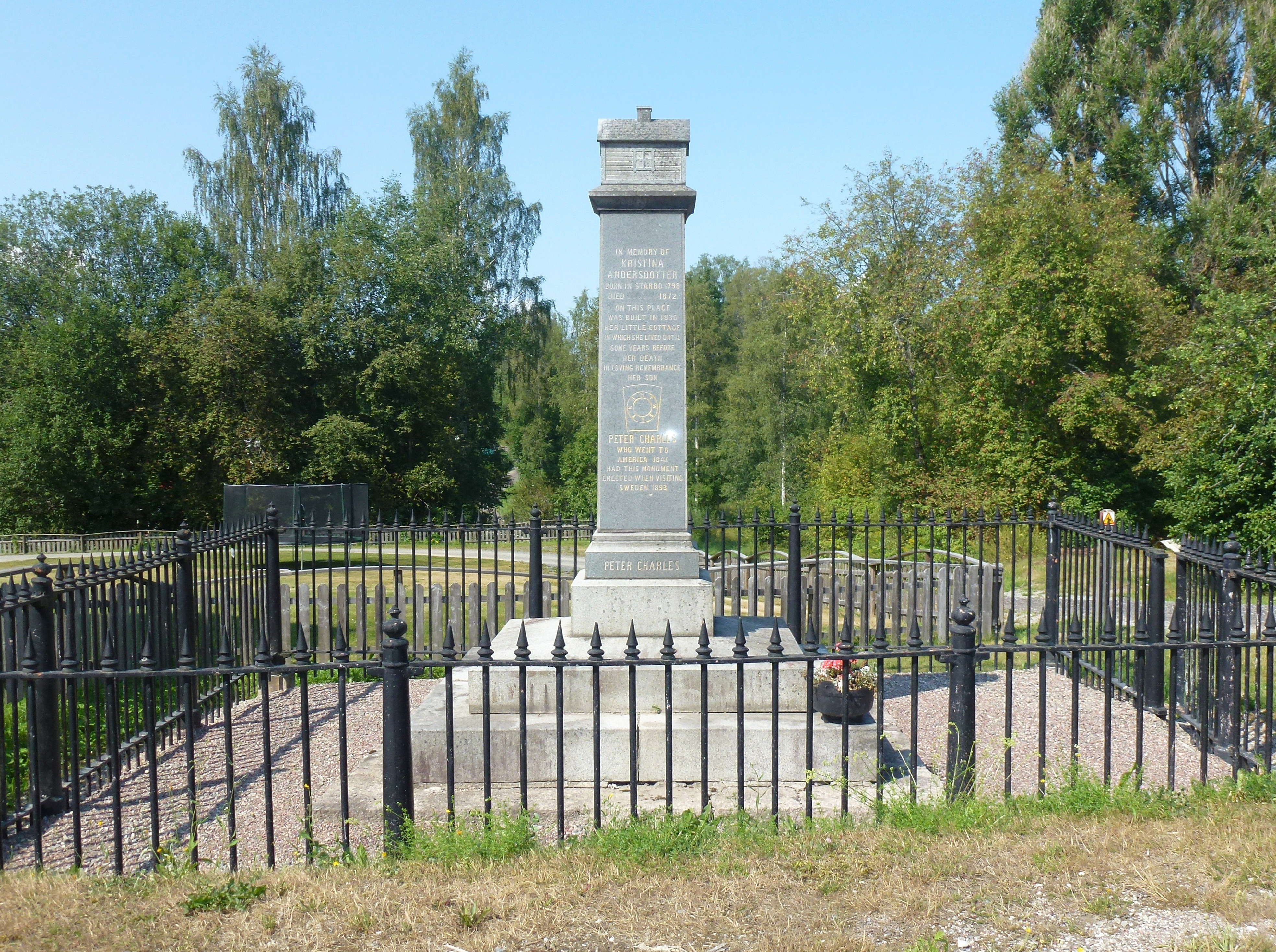
Monumentet
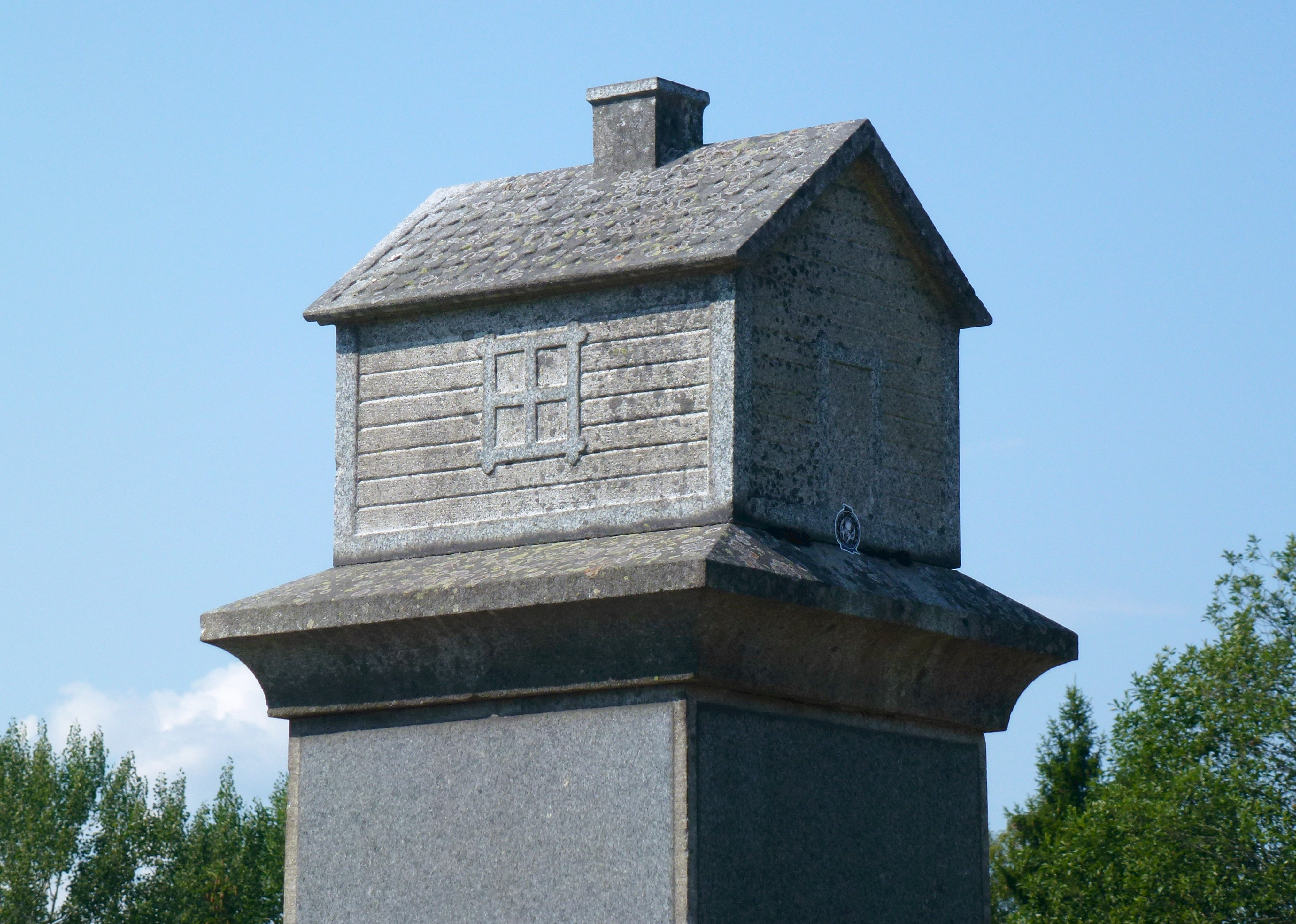
Stugan på monumentet
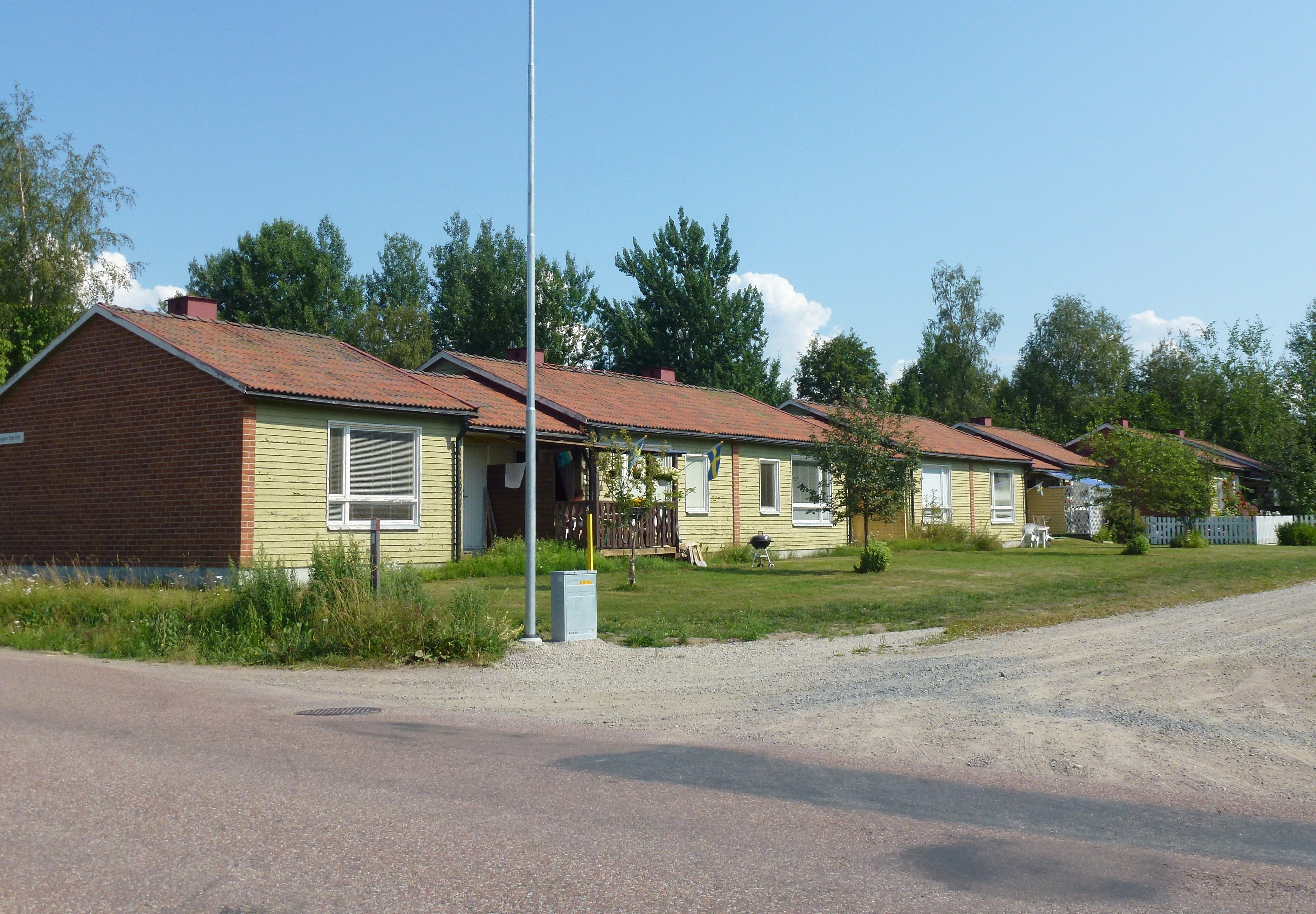
Bebyggelsen vid Gubbovägen